# マンディ・ウォーカー
マンディ・ウォーカー（Mandy Walker、1963年 - ）は、オーストラリアの撮影監督である。
バンドゥーラ出身。『オーストラリア』や『奇跡の2000マイル』、『ジェーン』、『ドリーム』などの作品で撮影を手がけた。2006年、雑誌『バラエティ』において「注目すべき10人の撮影監督」に選出された。ロサンゼルスを拠点に活動している。

## フィルモグラフィー

### 長編映画
- ラブ・セレナーデ Love Serenade （1996年）
- 女と女と井戸の中 The Well （1997年）
- ランタナ Lantana （2001年）
- オーストラリアン・ルール Australian Rules （2002年）
- ニュースの天才 Shattered Glass （2003年）
- オーストラリア Australia （2008年）
- ビーストリー Beastly （2011年）
- 赤ずきん Red Riding Hood （2011年）
- 奇跡の2000マイル Tracks （2013年）
- ニュースの真相 Truth （2015年）
- ジェーン Jane Got a Gun （2016年）
- ドリーム Hidden Figures （2016年）
- ザ・マウンテン 決死のサバイバル21日間 The Mountain Between Us （2017年）
- エルヴィス Elvis （2022年）

## 受賞
- 2008年 - 第13回サテライト賞 - 最優秀撮影賞（『オーストラリア』）[7]